# November's Chopin
Albums de Jay Chou
Common Jasmin Orange
(2004) Still Fantasy
(2006)
November's Chopin est le sixième album de l'artiste taiwanais Jay Chou, publié le 1er novembre 2005,.
L'album vend plus de 280 000 copies à Taïwan. Cet album remporte le prix du meilleur album original par Metro Radio Music Awards et la chanson Nocturne est la chanson de l'année ainsi que meilleur vidéo clip par China Music Awards.

## Liste des chansons
| 1.    | Nocturne (夜曲 - Ye Qu)                                       | 3:48 |
| 2.    | Blue Storm (藍色風暴 - Lan Se Feng Bao)                       | 4:46 |
| 3.    | Hair Like Snow (髮如雪 - Fa Ru Xue)                           | 5:01 |
| 4.    | Black Sweater (黑色毛衣 - Hei Se Mao Yi)                      | 4:11 |
| 5.    | Surrounded (四面楚歌 - Si Mian Chu Ge)                        | 4:07 |
| 6.    | Maple (楓 - Feng)                                             | 4:37 |
| 7.    | Romantic Cell Phone (浪漫手機 - Lang Man Shou Ji)             | 3:59 |
| 8.    | Against The Grain (逆鱗 - Ni Lin)                             | 3:54 |
| 9.    | Malt Candy (麥芽糖 - Mai Ya Tang)                             | 4:20 |
| 10.   | Coral Sea (珊瑚海 - Shan Hu Hai, duo avec Lara Liang Veronin) | 4:16 |
| 11.   | Drifting (飄移 - Piao Yi)                                     | 4:04 |
| 12.   | All the Way North (一路向北 - Yi Lu Xiang Bei)                | 4:54 |
| 51:58 |                                                               |      |